# 6063 Jason
A 6063 Jason (ideiglenes jelöléssel 1984 KB) egy földközeli kisbolygó. Carolyn Shoemaker,  Eugene Merle Shoemaker fedezte fel 1984. május 27-én.